# Medaillespiegel van de Olympische Winterspelen 1924
Op de Olympische Winterspelen 1924 in Chamonix-Mont-Blanc werden 49 medailles uitgereikt. In de tabel op deze pagina staat het medailleklassement. Het IOC stelt officieel geen medailleklassement op, maar geeft desondanks een medailletabel ter informatie. In het klassement wordt eerst gekeken naar het aantal gouden medailles, vervolgens de zilveren medailles en tot slot de bronzen medailles.
Sinds februari 2006 erkent het IOC het curlingtoernooi van 1924 als Olympisch. Sommige bronnen vermelden het onderdeel militaire patrouille als demonstratiesport. Het IOC ziet het toernooi als Olympisch en heeft de resultaten en medailles dan ook opgenomen in hun medailledatabase. De medailles staan derhalve vermeld in het medailleklassement.
In de tabel heeft het gastland een blauwe achtergrond. Het grootste aantal medailles in elke categorie is vetgedrukt.
| Plaats | Land             | NOC    | Goud | Zilver | Brons | Totaal |
| ------ | ---------------- | ------ | ---- | ------ | ----- | ------ |
| 1      | Noorwegen        | NOR    | 4    | 7      | 6     | 17     |
| 2      | Finland          | FIN    | 4    | 4      | 3     | 11     |
| 3      | Oostenrijk       | AUT    | 2    | 1      | 0     | 3      |
| 4      | Zwitserland      | SUI    | 2    | 0      | 1     | 3      |
| 5      | Verenigde Staten | USA    | 1    | 2      | 1     | 4      |
| 6      | Groot-Brittannië | GBR    | 1    | 1      | 2     | 4      |
| 7      | Zweden           | SWE    | 1    | 1      | 0     | 2      |
| 8      | Canada           | CAN    | 1    | 0      | 0     | 1      |
| 9      | Frankrijk        | FRA    | 0    | 0      | 3     | 3      |
| 10     | België           | BEL    | 0    | 0      | 1     | 1      |
| Totaal | Totaal           | Totaal | 16   | 16     | 17    | 49     |

Medaillespiegel Olympische Spelen aller tijden · Medaillespiegel Zomerspelen aller tijden · Medaillespiegel Winterspelen aller tijden
Medaillespiegel Zomerspelen
1896 · 1900 · 1904 · 1906 · 1908 · 1912 · 1920 · 1924 · 1928 · 1932 · 1936 · 1948 · 1952 · 1956 · 1960 · 1964 · 1968 · 1972 · 1976 · 1980 · 1984 · 1988 · 1992 · 1996 · 2000 · 2004 · 2008 · 2012 · 2016 · 2020 · 2024

Medaillespiegel Winterspelen

1924 · 1928 · 1932 · 1936 · 1948 · 1952 · 1956 · 1960 · 1964 · 1968 · 1972 · 1976 · 1980 · 1984 · 1988 · 1992 · 1994 · 1998 · 2002 · 2006 · 2010 · 2014 · 2018 · 2022
Bobsleeën · Curling · Kunstrijden · Langlaufen · Militaire patrouille · Noordse combinatie · Schaatsen · Schansspringen · IJshockey